# Orquestra Johann Strauss de Viena
L'Orquestra Johann Strauss de Vienna (Wiener Johann Strauß Orchester) és una orquestra austríaca creada per Oskar Goger i la ORF, la Ràdio Austríaca, el 1966. Eduard Strauss II, nebot de Johann Strauss III, successor de la dinastia Strauss en el segle xx, en fou el primer director titular.
El principal objectiu d'aquesta orquestra és recrear la tasca que realitzà l'orquestra de Johann Strauss I, el fundador de la dinastia musical. Els membres de l'orquestra són seleccionats d'entre altres reconegudes orquestres vieneses, com l'Orquestra Simfònica de Viena, i una part de membres de l'Orquestra de la Ràdio de Viena.
Eduard Leopold, també conegut com a Eduard Strauss II, després de la fundació de l'oorquestra, realitzà ja una gira per Amèrica del Nord l'octubre de 1966 i continuà amb la seva tasca reeixida fins a la seva mort el 1969. Willi Boskovsky el succeí com a director principal i ha enregistrat molta de la música dels Strauss amb el segell discogràfic EMI.
Els seus directors actuals són Alfred Eschwé i Martin Sieghart. El professor Franz Bauer-Theussl també l'ha dirigit més ocasionalment després de la mort de Boskovsky.